# Maréna Diombougou
Maréna Diombougou (généralement abrégé en Maréna) est une ville et une commune rurale malienne, située dans le pays de la Diombokohs, l'arrondissement central de Ségala dans le cercle de Ségala, dans la région de Kayes.

## Géographie
La localité de Maréna Diombougou est située sur la rive droite de la Kolombiné au nord de la route nationale RN 1 (axe Kayes-Diangounté-Diéma-Bamako) à 53 km à l'est du chef-lieu régional Kayes.
|           | Séro Diamanou     |        |
| Gouméra   | Maréna Diombougou | Ségala |
| Colimbiné | Colimbiné         | Ségala |

## Histoire
Les premiers habitants de Maréna sont venus du Diafounou vers 1501, Bouna Maro Siby, un chasseur de Diongaga, village à une quarantaine de kilomètres à l'ouest de Yélimané, a quitté ses terres à la poursuite d'un éléphant. Il s'est retrouvé dans la région de Maréna, a vu les terres entre les collines, avec sa mare et ses bas-fonds et la Kolimbiné. Le site lui a plu et, de retour à Diongaga, il a expliqué aux villageois qu'il avait découvert un emplacement propice pour l'agriculture et fonder un nouveau village[réf. nécessaire].

## Villages
La commune s'étend sur 8 localités relevées lors du recensement général de 2009. 
Les villages les plus peuplés sont :
- Maréna Diombougou : 6 417 habitants
- Diataya : 4 211 habitants

En 2020, la population communale est estimée à 17 120 habitants et pour les villages :
- Maréna Diombougou: 7 500 habitants
- Diataya : 6 770 habitants
- Sabouciré : 1 730 habitants
- Banaya : 1 690 habitants
- Mokoyafara : 1 420 habitants
- Niamiga : 920 habitants
- Madina Couta : 780 habitants
- Diamel : 640 habitants
- Salamou : 140 habitants

La loi 2023-007 attribue à la commune rurale ces 8 villages.